# Diecezja Saginaw
Diecezja Saginaw (ang. Diocese of Saginaw; łac. Dioecesis Saginavensis) – diecezja Kościoła rzymskokatolickiego w metropolii Detroit w Stanach Zjednoczonych, obejmująca jedenaście hrabstw we wschodniej części stanu Michigan. Została erygowana 26 lutego 1938, zaś swoje obecne granice uzyskała w 1970 roku. 